# Orgonás András
Orgonás András (Wyendotte-Detroit, Amerikai Egyesült Államok, 1909. augusztus 30. – Temesvár, 1987. április 11.) – szobrász.

## Életútja
A 19. század elején az Egyesült Államokba kivándorolt földművesek gyermeke. Visszatérve ősei hazájába Temesvárt Gallas Nándor művészeti szabadiskolájának növendéke (1928–34), később Budapesten Huszár Imre szobrászati szabadkurzusát végezte el (1942–46), majd Jászvásáron C. Medrea a tanítómestere, végül Bukarestben a Képzőművészeti Főiskolán szerez diplomát (1952). Első kiállítására Temesvárt került sor, ezt 40 más kiállítás követi, köztük a Német Demokratikus Köztársaságban és a Szovjetunióban. Négy éven át a Temesvári Művészek Egyesületének elnöke.
Megmintázta Hunyadi László, Puskin, Dózsa György, Franz Liebhard, Gagarin, Beethoven, Ady Endre, Nikolaus Lenau szobrát.